# Arabisch-Amerikanische Universität Dschenin

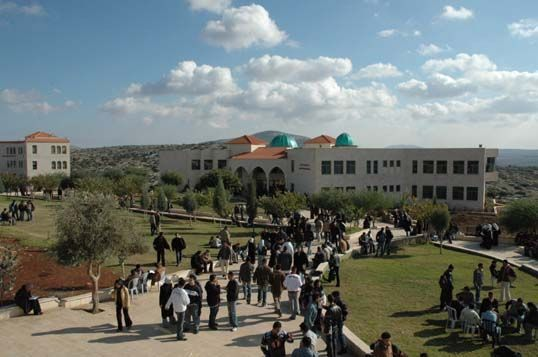
Campus der AAUP

Die Arabisch-Amerikanische Universität  Palästina  (arabisch الجامعة العربية الأمريكية, DMG al-Ǧāmiʿa al-ʿarabiyya al-amrīkiyya; englisch Arab American University – Jenin, AAUP) ist eine private Universität in der Stadt Dschenin im Westjordanland.
Sie wurde 1996 gegründet und nahm im September 2000 den Lehrbetrieb auf. Die Universität verfügt über 6 Fakultäten und kooperiert mit den amerikanischen Hochschulen California State University und Utah State University.